# جيمس جاي ستوكر
جيمس جاي ستوكر (بالإنجليزية: James Johnston Stoker)‏ هو أستاذ جامعي ورياضياتي أمريكي، ولد في 2 مارس 1905 في بيتسبرغ في الولايات المتحدة، وتوفي في 19 أكتوبر 1992 في بحيرة غرينوود في الولايات المتحدة.